# Five Nights at Freddy's 4
Five Nights at Freddy's 4 é um jogo eletrônico independente de sobrevivência de terror em point-and-click projetado por Scott Cawthon em 2015 e o quarto jogo da série Five Nights at Freddy's. Originalmente planejado para ser lançado em 31 de outubro de 2015, mas o jogo foi puxado para a 08 de agosto, em seguida, novamente para 23 de julho, quando foi lançado na Steam. Foi lançado para dispositivos Android em 25 de julho de 2015, e pra dispositivos iOS em 03 de agosto de 2015.

## Recepção
A versão do jogo para computadores recebeu uma pontuação total de 53.33% no Game Rankings baseado em 3 avaliações e uma pontuação de 51 de 100 no Metacritic baseada em 6 análises. A versão do jogo para iOS recebeu uma pontuação total de 70% com base em 3 análises.
Destructoid criticou o jogo como sendo muito confuso e concedeu ao título uma pontuação de avaliação de 4 de 10.The Escapist deu ao jogo uma avaliação positiva de 4 de 5 estrelas sob a afirmação de que gostaram da mecânica refeita, o tom fúnebre e emocional do enredo, os jumpscares funcionais e o final funesto, apesar de observar bugs e falhas do jogo.
Nadia Oxford do Gamezebo deu 4 de 5 estrelas e sua crítica elogiou vários aspectos do jogo como o ambiente intenso, sons assustadores, seus elementos gráficos e jumpscares, entretanto também se desagradou pelo jogo ser muito difícil de sobreviver em certos ambientes quando se depende dos sons de áudio e a ausência dos minigames sobre a história na variante de Android.
Na página do jogo na Steam as análises foram muito positivas.

## Atualização de Halloween
Estreia do jogo concebida para 31 de outubro de 2015, todavia foi apresentado em 8 de agosto do mesmo ano, foi substituída pela expansão de conteúdo que foi prevista para a data na página oficial da Steam. Depois que vieram os lançamentos de teasers para o spin-off FNaF World, a edição se destacou novamente em outubro, pois teasers divulgados revelavam as silhuetas dos novos monstros.

Na data que coincidiram o lançamento da edição e o dia das bruxas foram introduzidos seis animatrônicos substitutos, não só as alterações nos animatrônicos Nightmare Bonnie, Nightmare Chica e Cupcake para as versões Jack-O-Bonnie, Jack-O-Chica e Jack-O-Cupcake, que desvirtuam as colorações para laranja e dourado imitando lanternas de abóboras, mas também Nightmare Mangle, Nightmare Balloon Boy e Nightmarionne. 